# Eirene (Malerin)
Eirene (altgriechisch Ἐιρήνη) war eine antike griechische Malerin im 3. Jahrhundert v. Chr. Sie war die Tochter und Schülerin des Malers Kratinos. Sie wird nur bei Plinius der Ältere, Naturalis historia 35, 147 erwähnt. Danach soll sie das Bildnis eines Mädchens gemalt haben, welches sich in Eleusis befand.